# Pisk-fingermossa
Pisk-fingermossa (Lepidozia pearsonii) är en levermossart som beskrevs av Richard Spruce. Pisk-fingermossa ingår i släktet fingermossor, och familjen Lepidoziaceae. Arten har ej påträffats i Sverige.